# Lubaras

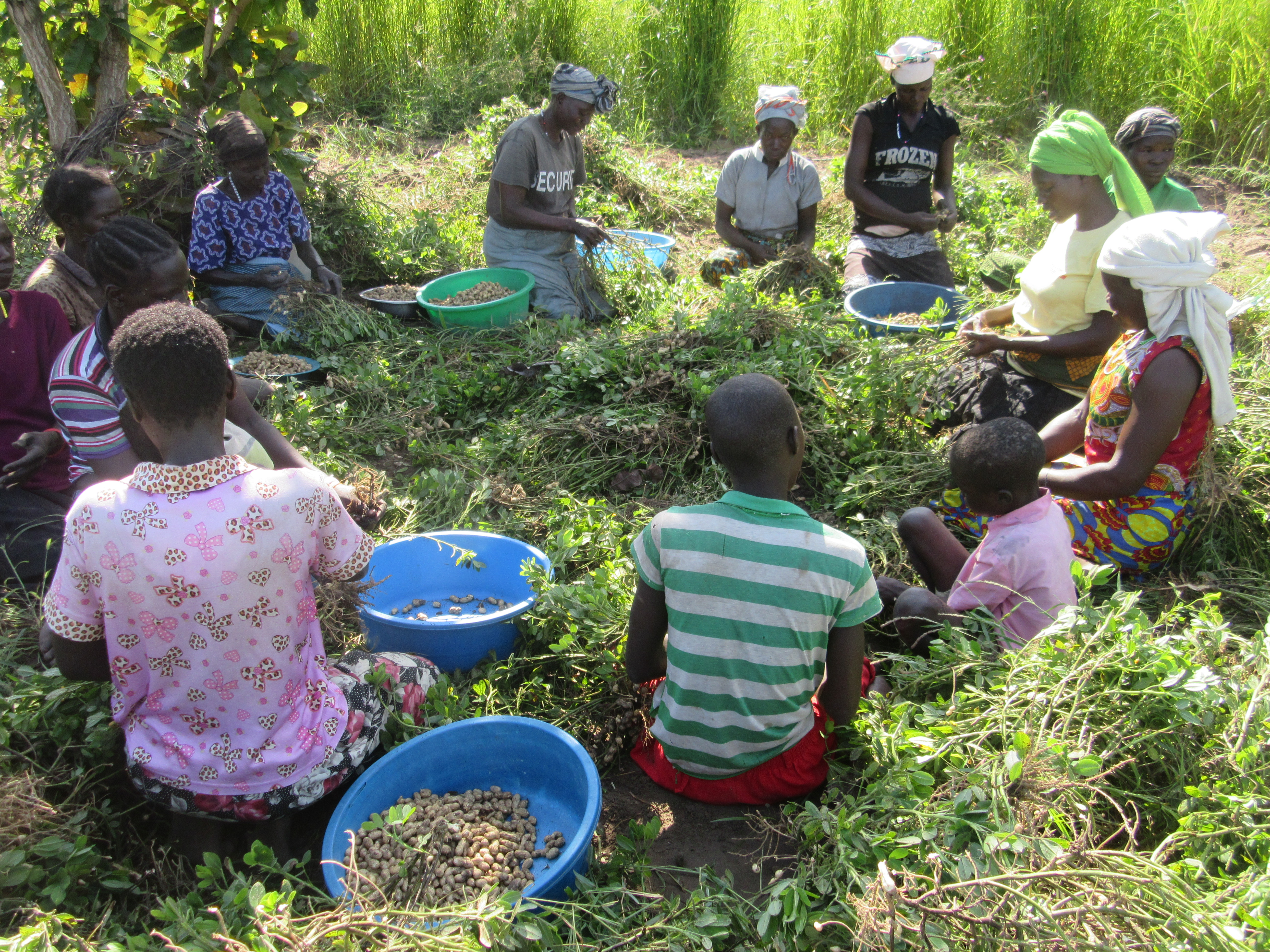
Lubara

Os lubaras (lugbaras) são um povo do atual território de Uganda e zonas próximas na República Democrática do Congo. São falantes de uma língua sudânica-central de mesmo nome. São sobretudo agricultores de enxada móvel e cultivam milhete, mandioca e tabaco. Muitos lugaras, por sua vez, trabalham como meeiros em terras gandas no sul de Uganda.